# Pak Song-chol

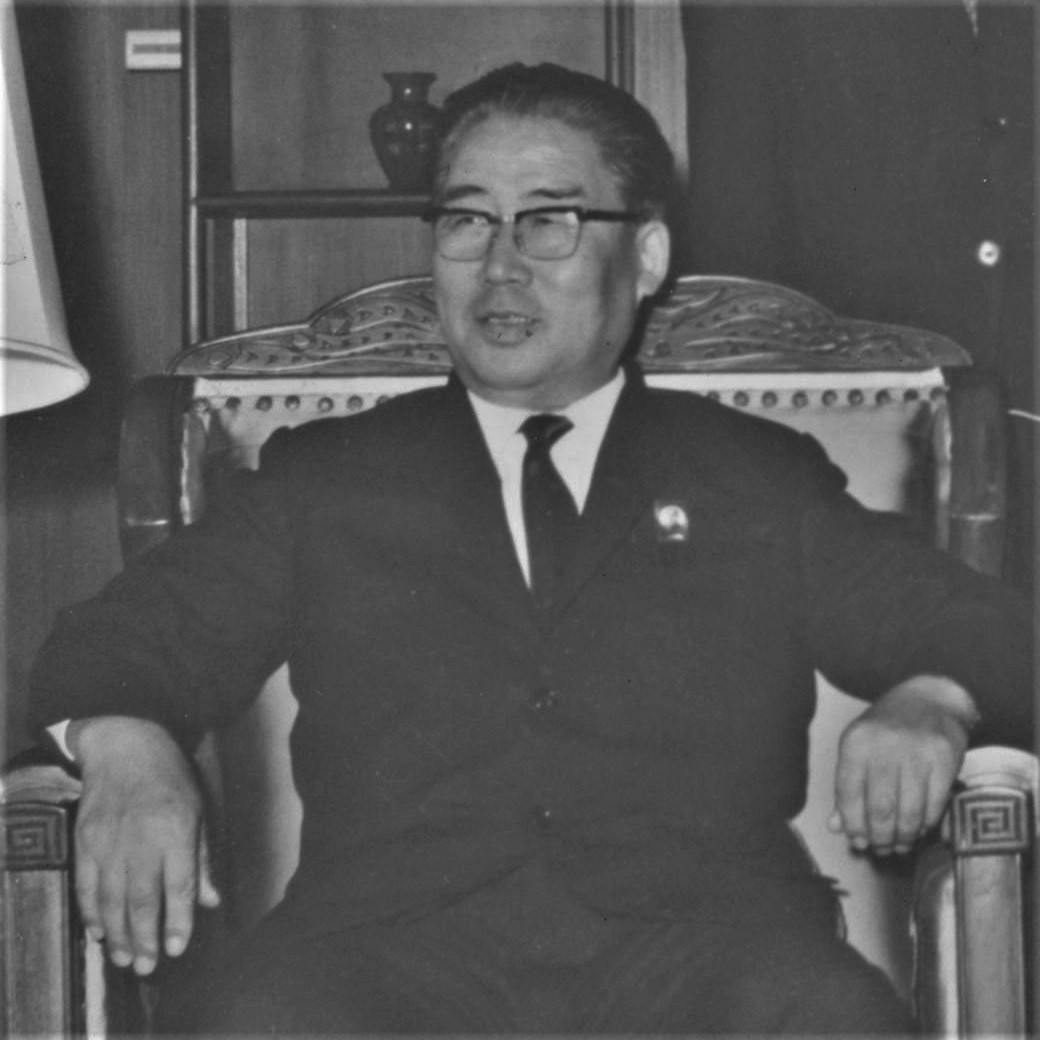
Pak Song-chol (1973)

Pak Song-chol (* 2. September 1913 in Gyeongju, damaliges Japanisches Kaiserreich, heutiges Südkorea; † 28. Oktober 2008) war ein nordkoreanischer Politiker.
Pak Song-chol studierte während der Zeit der japanischen Herrschaft über Korea in Japan. Nach dem Ende des Zweiten Weltkriegs schloss er sich der dortigen Kommunistischen Partei an, kehrte jedoch 1946 bereits in seine Heimat zurück, wo er im sozialistischen nordkoreanischen Staat rasch Karriere machte. Im Koreakrieg war er Kommandant der 15. Division der Koreanischen Volksarmee im Rang eines Generalleutnants.
Nach dem Ende des Koreakrieges wurde Pak 1954 Botschafter Nordkoreas in Bulgarien. 1956 wurde er Leiter der außenpolitischen Abteilung des Zentralkomitees der Partei der Arbeit Koreas (PdAK). Im November 1956 wurde er stellvertretender Vorsitzender des Ministerrates und stellvertretender Außenminister. Von 1959 bis 1971 war er Außenminister Nordkoreas sowie ab September 1961 Mitglied des Zentralkomitees der PdAK und ab 1964 auch des Politbüros. Zudem wurde er im Mai 1961 einer der ersten Mitglieder des Komitees für die friedliche Wiedervereinigung des Vaterlandes.
1972 wurde Pak Mitglied des Zentralen Volkskomitees, der Führungsriege des Ministerrates. In seiner Funktion als Zweiter Stellvertretender Regierungschef besuchte er im Dezember 1972 die südkoreanische Hauptstadt Seoul, wo er mit Staatspräsident Park Chung-hee zusammentraf. Im selben Jahr nahm er an mehreren bilateralen Treffen zwischen beiden koreanischen Staatsführungen teil. Von 1976 bis 1977 war er Vorsitzender des Ministerrates (Regierungschef) und wurde 1977 zu einem der offiziellen Stellvertreter des Staatspräsidenten Kim Il-sung ernannt. Dieses Amt bekleidete er offiziell bis 1997. Zuletzt war er Mitglied und Ehrenvizepräsident der Obersten Volksversammlung Nordkoreas.
2008 verstarb Pak nach langer Krankheit im Alter von 95 Jahren.